# Larva de Müller

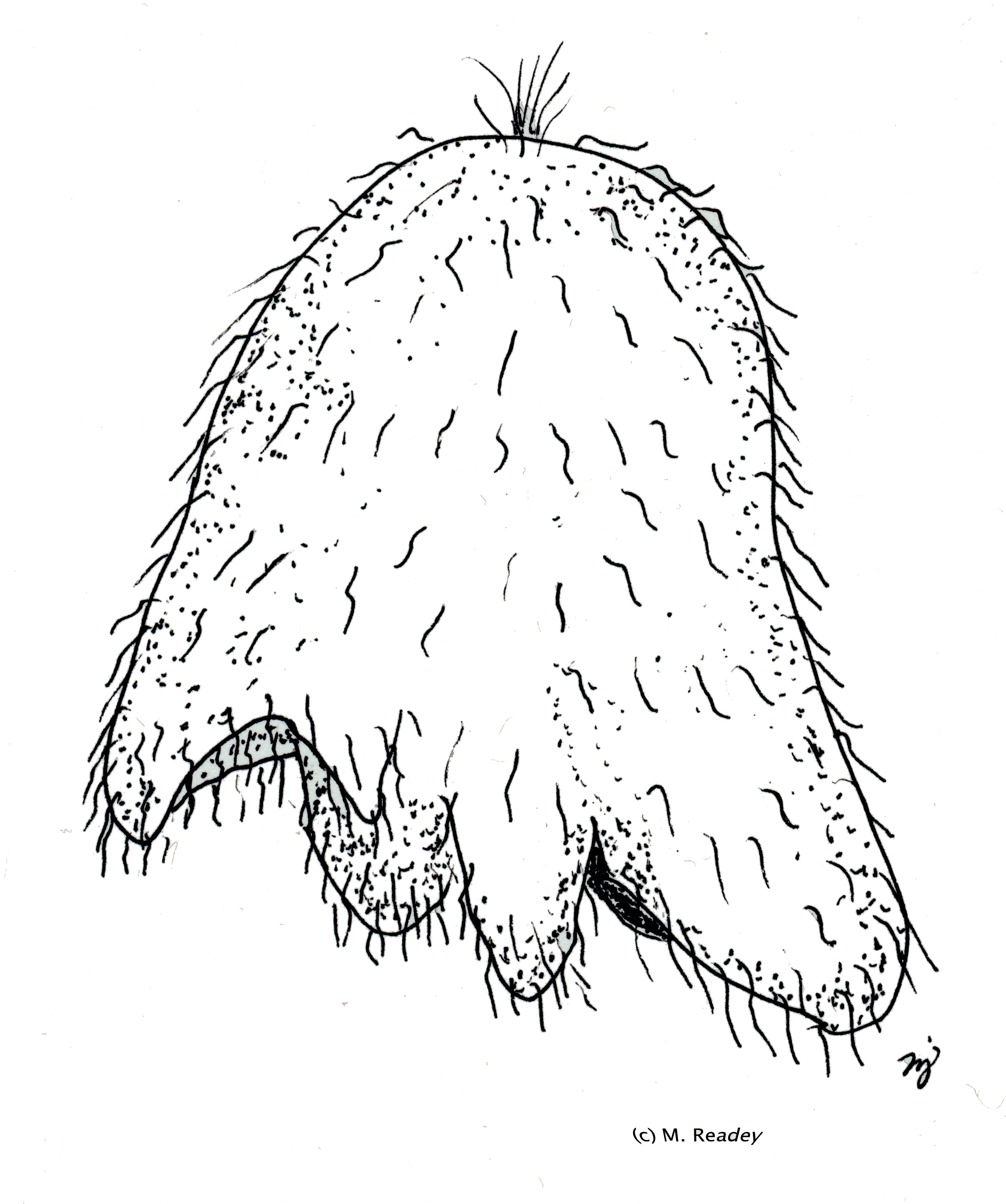
Larva de Müller

La larva de Müller es la fase juvenil de la clase Rhabditophora del filo platelmintos. El origen del nombre se debe a su descubridor, el biólogo alemán Fritz Müller.
La larva de Müller es planctónica, es decir vive a la deriva en el seno del agua donde forma parte del plancton. Esta larva se origina a partir de los huevos de las planarias, que son mesolecíticos, de segmentación espiral y determinada (las células de las primeras divisiones pierden la capacidad de dar un nuevo organismo solas). Los huevos tienen gastrulación por epibolia.